# Пористый кремний
Пористый кремний (por-Si или ПК) — кремний, испещрённый порами, то есть имеющий пористую структуру.

## История
Пористый кремний впервые был получен А. Улиром (A. Uhlir) в 1956 году в ходе исследований процесса электрохимической полировки поверхности кремния в водных растворах HF. Плёнки пористого кремния длительное время считали лишь лабораторным курьёзом и детально не изучали. И все же этот материал привлекал внимание исследователей, поскольку механизм его формирования был совершенно непонятен.
Необычайный интерес исследователей к пористому кремнию вызвало обнаруженное в 1990 году Л. Кэнхэмом (L. Canham) излучение света пористым кремнием при комнатной температуре в видимой области спектра (красно-оранжевая область) при облучении лазером. Интерес к люминесценции материалов на основе кремния вызван тем, что вся полупроводниковая промышленность основана на кремнии, а монокристаллический кремний не может быть использован для создания светоизлучающих устройств, так как его излучательная способность
ничтожно мала (менее 0,001 %).
При определённых условиях в присутствии окислителя пористый кремний имеет тенденцию к воспламенению и детонации при механических, электрических, термических воздействиях. Этот эффект впервые был отмечен в 1992 Мак Кордом, Яу и Бардом (P.McCord S.-L. Yau and A.J.Bard, Science 257 (1992) 68-69). Энергия детонации пористого наноструктурированного кремния приблизительно в четыре раза превосходит энергию детонации ТНТ. В последнее время предлагается использовать детонацию пористого кремния для инициации подушек безопасности в автомобилях, в кассетных реактивных двигателях микроспутников.

## Классификация
Пористый кремний классифицируют по размеру пор:
- Микропористый кремний — D < 2 нм.
- Мезопористый кремний — 2 нм < D < 50 нм.
- Макропористый кремний — D > 50 нм.

## Получение
Традиционным способом получения пористого кремния является электрохимическое травление пластин монокристаллического кремния (c-Si) в этаноловом растворе плавиковой кислоты HF. При положительном потенциале на кремниевом электроде (аноде) протекают многоступенчатые реакции растворения и восстановления кремния. Вторым электродом (катодом) обычно служит платиновая пластина. При подходящем выборе плотности электрического тока на поверхности c-Si происходит формирование пористого слоя.
Установлено, что толщина плёнки пористого кремния практически линейно зависит от времени травления и может меняться от долей до сотен микрометров. Структура пористого слоя определяется плотностью тока, концентрацией HF в электролите и характером легирования кремниевой подложки.
В пористом кремнии, в основном, сохраняется порядок расположения атомов, унаследованный от подложки. Непосредственно после получения поверхность кремниевого скелета образцов пористого кремния покрыта адсорбированным в различных формах водородом. Выдержка на воздухе, особенно сопровождающаяся освещением, приводит к значительному окислению материала.

### Механизм порообразования
Модельные представления о механизме порообразования начали формироваться с середины 1960-х годов, но единая точка зрения пока так и не выработана (2004 год).
Поверхность Si при контакте с водными растворами HF насыщается водородом и становится химически инертной по отношению к электролиту. Если на электроды подать разность потенциалов, то дырки в кремниевой пластине начинают мигрировать к поверхности раздела кремний-электролит. При этом атомы Si освобождаются от блокирующего их водорода, начинают взаимодействовать с ионами и молекулами электролита и переходят в раствор. Если электролиз проводят при высокой плотности тока, то к поверхности электрода поступает большое количество дырок. Они движутся к границе раздела сплошным фронтом и обеспечивают реакционную способность практически каждому атому Si. Поскольку микровыступы имеют большую поверхность, чем ровные участки, то они растворяются быстрее. Таким образом, поверхность кремниевого анода постепенно выравнивается. Это и есть режим электрохимической полировки.
Если же электролиз проводить при низкой плотности тока, то количества дырок не хватает для организации сплошного фронта и поэтому происходит локальное растворение кремния на поверхности. Согласно различным моделям, зарождение пор может начинаться на микроуглублениях, дефектах структуры, механически напряжённых участках или локальных возмущениях потенциального поля поверхности. С течением времени появившиеся поры продолжают свой рост в глубь электрода за счёт дрейфа дырок к кончикам пор, где напряженность электрического поля выше.

## Характеристики

### Степень пористости
Важнейшей характеристикой пористого кремния, определяющей большинство его физических параметров, является степень пористости или пористость (П).
Она определяется выражением:
П = {\displaystyle {\rho _{Si}-\rho _{por}} \over \rho _{Si}}
где ρSi и ρpor-Si — плотности монокристаллического и пористого кремния соответственно.
В настоящее время (2005 год) значения пористости могут варьироваться от 5 до 95 %.
Степень пористости образца определяется обычно гравиметрическим методом (взвешиванием). Определение пористости этим методом проводится в три этапа:
1. Взвешивание монокристаллической кремниевой пластины;
2. Вытравливание на ней пористого слоя и взвешивание получившегося образца;
3. Удаление пористого слоя путём стравливания его с кремниевой подложки и повторное взвешивание образца.

Погрешность гравиметрического метода при малых толщинах (до 10 мкм) пористого слоя и больших пористостях (более 70 %) может достигать 15-20 %. Более того, использование такого контроля степени пористости приводит к разрушению образца, так как пористый слой в процессе измерений с него удаляется.

## Свойства

### Удельная площадь поверхности
Характерной чертой пористого кремния является большая суммарная площадь его внутренней поверхности. В зависимости от величины пористости и геометрии пор она может составлять для макропористого кремния от 10 до 100 м²/см³, для мезопористого от 100 до 300 м²/см³
и для нанопористого от 300 до 800 м²/см³.

### Удельное сопротивление
Пористый кремний в зависимости от условий травления обладает широким интервалом величин удельного сопротивления 10−2−1011 Ом·см.

### Теплопроводность
Теплопроводность высокопористого кремния более чем на порядок ниже, чем у монокристаллического (~10 W/mK при 300K).

### Оптические свойства
Оптические свойства пористого кремния также существенно отличаются от таковых для объемного материала. В частности, край спектра поглощения пористого слоя, отделённого от подложки, в зависимости от пористости смещен в сторону больших hν относительно Eg0 на 100—500 мэВ.

#### Фотолюминесценция
Наиболее удивительным свойством пористого кремния является его способность эффективно люминесцировать в видимой области спектра.
Уже в первых опытах выяснилось, что эффективно люминесцируют образцы пористого кремния, в которых пористость превышает 50 %. Эффективность фотолюминесценции может достигать десятков процентов. Длиной волны излучения можно управлять изменяя условия анодирования. Оказалось возможным получать красный, зелёный и синий цвета, необходимые для изготовления цветных дисплеев.

#### Электролюминесценция
Электролюминесценция в пористом кремнии изучена в меньшей степени, чем фотолюминесценция. В то же время именно с электролюминесценцией связаны наиболее заманчивые перспективы практического использования пористого кремния как материала для создания светоизлучающих устройств (светодиодов, плоских цветных дисплеев). Предполагается, что светодиоды из пористого кремния будут значительно дешевле, чем производимые сейчас на базе полупроводниковых соединений.
Основными трудностями являются:
- Невысокая эффективность электролюминесценции;
- Быстрая деградация структур.

Эффективность первых электролюминесцентных приборов была невелика (10−5%), однако в настоящее время удалось выяснить
причины старения светоизлучающего пористого кремния и наметить пути создания стабильных во времени структур. Явление фотолюминесценции эффективно поддерживается при введении в объём атомов углерода
или железа, а современные электролюминесцентные приборы имеют срок службы несколько лет при квантовой эффективности порядка 10−1%.

## Применение

### Создание толстых диэлектрических плёнок
Для создания кремниевых приборов, работающих при высоких напряжениях, существует необходимость в толстых диэлектрических слоях толщиной более 10 мкм. Однако диэлектрические плёнки SiO2, получаемые окислением обычного кремния не могут быть толще нескольких микрон. Оказалось, что пористый кремний хорошо подходит для решения этой задачи. Если этот материал подвергнуть термическому окислению, то за счёт развитой системы пор молекулы кислорода способны проникнуть на всю толщину пористого кремния и привести к полному его окислению.
Оптимальными для этих целей являются слои с пористостью около 50 %. Процесс формирования диэлектрических плёнок с использованием пористых слоев происходит при температурах более низких, чем при традиционном термическом окислении кремния.

### Изолирующая основа для структур «кремний на изоляторе»
К середине 1970-х годов  плотность элементов в интегральных схемах увеличилась настолько, что необходимо было найти способ исключить токи утечки между ними через кремниевую подложку. Для этого была предложена структура «кремний на изоляторе» (КНИ). КНИ-структура представляет собой основу из диэлектрического материала
с выращенным монокристаллическим слоем кремния. В этом случае элементы интегральных схем формируются в объёме слоя, после чего выполняется операция локального окисления по их периметру и каждый элемент становится изолированным от своих соседей. В качестве изолирующей основы КНИ-структур уже в первых экспериментах хорошо зарекомендовал себя
окисленный пористый кремний.

### Буферные слои
Низкопористый кремний (П < 30 %) оказался эффективным буферным слоем при эпитаксии монокристаллических плёнок других полупроводников на кремнии. Основным условием выращивания качественных слоев является близость величин постоянных решёток кремния и наносимого материала. Однако можно выращивать слои с большим рассогласованием решеток, если использовать промежуточные (буферные) слои.
Использование буферного слоя пористого кремния позволило решить задачу выращивания качественных плёнок полупроводников GaAs, PbS, PbTe и др. при выращивании структур на подложке кремния.

### Выращивание наноразмерных структур
В пористом кремнии в ходе электрохимического травления возможно получать квантовые точки, квантовые нити, элементы с различной фрактальной размерностью. Поэтому пористый кремний с П > 50 % следует рассматривать как один из материалов наноэлектроники. Более того, перспективным может оказаться заполнение пор другими химическими соединениями, что даст возможность формировать дополнительные низкоразмерные элементы в объёме пористого кремния.

### Создание светоизлучающих приборов
Как уже говорилось, основной интерес к пористому кремнию вызван его способностью эффективно, в отличие от монокристаллического кремния, излучать свет в видимом диапазоне. Это может быть использовано для создания значительно более дешёвых светоизлучающих устройств (светодиодов, плоских цветных дисплеев).

### Создание световодов
Для целей интегральной оптики применяются планарные световоды, представляющие собой пленочную структуру, в которой свет распространяется в слое с высоким показателем преломления, ограниченном с двух
сторон слоями с меньшим показателем преломления (эффект полного внутреннего отражения). Для пористого кремния этот показатель зависит от пористости (чем больше пористость, тем меньше показатель преломления), и поэтому формирование многослойных структур с разной пористостью позволяет получать на их основе волноводные элементы с низким
уровнем потерь. Потери на поглощение можно дополнительно уменьшить окислением слоев пористого кремния.
Подобные световоды можно также получить на основе пористого стекла.

### Создание различных датчиков
Поскольку пористый кремний обладает очень высокой удельной поверхностью, то его можно использовать для создания датчиков влажности, газовых, химических и биологических сенсоров. Принцип действия таких датчиков основан на влиянии внешних молекул на электронное состояние поверхности, что в случае пористого кремния приводит к высокой чувствительности.
Обычно такие датчики фиксируют изменение ёмкостных, проводящих, люминесцентных свойств пористого кремния при наличии в контролируемой среде заданных молекул. Ограничения в контактных и поверхностных свойствах этого материала, а также высокой химической активностью в окислительной среде, связанные с его фундаментальными характеристиками не позволяют не только создавать устойчивые к внешним воздействиям (не деградирующих даже при Н. У.) датчики, но и требует периодической, сложной калибровки в зависимости от условий их эксплуатации.

### Использование вфотодинамической терапии
Было обнаружено, что фотовозбужденный пористый кремний может генерировать синглетный кислород. Поскольку, кремний сам по себе не является токсичным для организма, его применение в этой области очень перспективно. Кремний быстро окисляется, превращаясь в химически инертный оксид кремния, чего нельзя сказать о современных препаратах, используемых в фотодинамической терапии. К достоинствам можно также отнести невысокую стоимость пористого кремния.